# Стеријина награда за глумачко остварење
Стеријина награда за глумачко остварење је званична награда фестивала Стеријино позорје, основаног у Новом Саду 1956. године. Према пропозицијама које су установљене 2003. године, петочлани жири додељује четири награде за глумачко остварење.

## 1956–1959.
| Година | Добитник           | Представа                    | Позориште                       | Стручни жири |
| ------ | ------------------ | ---------------------------- | ------------------------------- | --- |
| 1956.  | Милан Ајваз        | Родољупци                    | Југословенско драмско позориште | Душан Матић Станислав Бајић Славко Јан Ранко Маринковић Маријан Матковић Бошко Петровић Милош Хаџић                                                  |
| 1956.  | Перо Квргић        | Кир Јања                     | Загребачко драмско позориште    | Душан Матић Станислав Бајић Славко Јан Ранко Маринковић Маријан Матковић Бошко Петровић Милош Хаџић                                                  |
| 1956.  | Раша Плаовић       | Кир Јања                     | Народно позориште Београд       | Душан Матић Станислав Бајић Славко Јан Ранко Маринковић Маријан Матковић Бошко Петровић Милош Хаџић                                                  |
| 1956.  | Љубица Раваси      | Родољупци                    | Српско народно позориште        | Душан Матић Станислав Бајић Славко Јан Ранко Маринковић Маријан Матковић Бошко Петровић Милош Хаџић                                                  |
| 1956.  | Виктор Старчић     | Родољупци                    | Југословенско драмско позориште | Душан Матић Станислав Бајић Славко Јан Ранко Маринковић Маријан Матковић Бошко Петровић Милош Хаџић                                                  |
| 1957.  | Карло Булић        | Глорија                      | Југословенско драмско позориште | Душан Матић Милан Дединац Драго Иванчевић Филип Кумбатовић Борислав Михајловић Бошко Петровић Милош Хаџић Иво Хергешић                               |
| 1957.  | Марија Кон         | Свога тела господар          | Загребачко народно позориште    | Душан Матић Милан Дединац Драго Иванчевић Филип Кумбатовић Борислав Михајловић Бошко Петровић Милош Хаџић Иво Хергешић                               |
| 1957.  | Бранко Плеша       | На крају пута                | Југословенско драмско позориште | Душан Матић Милан Дединац Драго Иванчевић Филип Кумбатовић Борислав Михајловић Бошко Петровић Милош Хаџић Иво Хергешић                               |
| 1957.  | Стане Потокар      | Крефли                       | Словенско народно гледалишће    | Душан Матић Милан Дединац Драго Иванчевић Филип Кумбатовић Борислав Михајловић Бошко Петровић Милош Хаџић Иво Хергешић                               |
| 1957.  | Ива Зупанчич       | Мартин Качур                 | Местно гледалишће               | Душан Матић Милан Дединац Драго Иванчевић Филип Кумбатовић Борислав Михајловић Бошко Петровић Милош Хаџић Иво Хергешић                               |
| 1958.  | Виктор Бек         | Вашар снова                  | Загребачко драмско казалиште    | Душан Матић Станислав Бајић Милан Дединац Драго Иванчвевић Густав Крклец Филип Кумбатович Борислав Михаловић Бошко Петровић Милош Хоџић Иво Хергешић |
| 1958.  | Блаженка Каталинић | Дубровачка трилогија         | Југословенско драмско позориште | Душан Матић Станислав Бајић Милан Дединац Драго Иванчвевић Густав Крклец Филип Кумбатович Борислав Михаловић Бошко Петровић Милош Хоџић Иво Хергешић |
| 1958.  | Раде Марковић      | Доживљаји Николетине Бурсаћа | Београдско драмско позориште    | Душан Матић Станислав Бајић Милан Дединац Драго Иванчвевић Густав Крклец Филип Кумбатович Борислав Михаловић Бошко Петровић Милош Хоџић Иво Хергешић |
| 1958.  | Нева Рошић         | Вашар снова                  | Загребачко драмско казалиште    | Душан Матић Станислав Бајић Милан Дединац Драго Иванчвевић Густав Крклец Филип Кумбатович Борислав Михаловић Бошко Петровић Милош Хоџић Иво Хергешић |
| 1958.  | Марко Тодоровић    | Дубровачка трилогија         | Југословенско драмско позориште | Душан Матић Станислав Бајић Милан Дединац Драго Иванчвевић Густав Крклец Филип Кумбатович Борислав Михаловић Бошко Петровић Милош Хоџић Иво Хергешић |
| 1959.  | Перо Квргић        | Дундо Мароје                 | Загребачко драмско казалиште    | Душан Матић Станислав Бајић Драго Иванчевић Густав Крклец Филип Кумбатовић Бошко Петровић Ели Финци Иво Хергечић                                     |
| 1959.  | Вида Јуван         | Радост живота                | Одер 57                         | Душан Матић Станислав Бајић Драго Иванчевић Густав Крклец Филип Кумбатовић Бошко Петровић Ели Финци Иво Хергечић                                     |
| 1959.  | Антоније Пејић     | Театар Јоакима Вујића        | Атеље 212                       | Душан Матић Станислав Бајић Драго Иванчевић Густав Крклец Филип Кумбатовић Бошко Петровић Ели Финци Иво Хергечић                                     |
| 1959.  | Јошко Лукеч        | Пакао је увек пакао          | Словенско народно гледалишће    | Душан Матић Станислав Бајић Драго Иванчевић Густав Крклец Филип Кумбатовић Бошко Петровић Ели Финци Иво Хергечић                                     |
| 1959.  | Вељко Маричић      | Прометеј                     | Народно казалиште Ријека        | Душан Матић Станислав Бајић Драго Иванчевић Густав Крклец Филип Кумбатовић Бошко Петровић Ели Финци Иво Хергечић                                     |

## 1960–1969.
| Година | Добитник                   | Представа                          | Позориште                                     | Стручни жири |
| ------ | -------------------------- | ---------------------------------- | --------------------------------------------- | --- |
| 1960.  | Ђорђе Јелисић              | Песма                              | Српско народно позориште                      | Душан Матић Станислав Бајић Драго Иванчевић Густав Крклец Филип Кумбатовић Бошко Петровић Иво Херцеговић                                                                     |
| 1960.  | Блаженка Каталинић         | Сабињанке                          | Југословенско драмско позориште               | Душан Матић Станислав Бајић Драго Иванчевић Густав Крклец Филип Кумбатовић Бошко Петровић Иво Херцеговић                                                                     |
| 1960.  | Јосип Петричић             | Варијације                         | Загребачко народно казалиште                  | Душан Матић Станислав Бајић Драго Иванчевић Густав Крклец Филип Кумбатовић Бошко Петровић Иво Херцеговић                                                                     |
| 1960.  | Раша Плаовић               | Аретеј                             | Народно позориште Београд                     | Душан Матић Станислав Бајић Драго Иванчевић Густав Крклец Филип Кумбатовић Бошко Петровић Иво Херцеговић                                                                     |
| 1960.  | Олга Савић                 | Сабињанке                          | Југословенско драмско позориште               | Душан Матић Станислав Бајић Драго Иванчевић Густав Крклец Филип Кумбатовић Бошко Петровић Иво Херцеговић                                                                     |
| 1961.  | Петре Прличко              | Црнила                             | Народен театар Скопје                         | Душан Матић Станислав Бајић Владимир Краљ Густав Крклец Филип Кумбатовић Бошко Петровић Александар Обреновић Слободан Селенић Димитар Солев Аугустин Стипчевић               |
| 1961.  | Милица Радаковић           | Избирачица                         | Српско народно позориште                      | Душан Матић Станислав Бајић Владимир Краљ Густав Крклец Филип Кумбатовић Бошко Петровић Александар Обреновић Слободан Селенић Димитар Солев Аугустин Стипчевић               |
| 1961.  | Стеван Шалајић             | Избирачица                         | Српско народно позориште                      | Душан Матић Станислав Бајић Владимир Краљ Густав Крклец Филип Кумбатовић Бошко Петровић Александар Обреновић Слободан Селенић Димитар Солев Аугустин Стипчевић               |
| 1961.  | Јуриј Соучек               | Антигона                           | Словенско народно гледалишће                  | Душан Матић Станислав Бајић Владимир Краљ Густав Крклец Филип Кумбатовић Бошко Петровић Александар Обреновић Слободан Селенић Димитар Солев Аугустин Стипчевић               |
| 1961.  | Иван Шубић                 | У логору                           | Загребачко драмско казалиште                  | Душан Матић Станислав Бајић Владимир Краљ Густав Крклец Филип Кумбатовић Бошко Петровић Александар Обреновић Слободан Селенић Димитар Солев Аугустин Стипчевић               |
| 1962.  | Руди Космач                | Афера                              | Словенско народно гледалишће                  | Душан Матић Станислав Бајић Владимир Краљ Густав Крклец Филип Кумбатовић Бошко Петровић Александар Обреновић Слободан Селенић Димитар Солев Аугустин Стипчевић               |
| 1962.  | Драго Крча                 | Сусрети                            | Загребачко драмско казалиште                  | Душан Матић Станислав Бајић Владимир Краљ Густав Крклец Филип Кумбатовић Бошко Петровић Александар Обреновић Слободан Селенић Димитар Солев Аугустин Стипчевић               |
| 1962.  | Добрила Матић              | Биберче                            | Позориште Бошко Буха                          | Душан Матић Станислав Бајић Владимир Краљ Густав Крклец Филип Кумбатовић Бошко Петровић Александар Обреновић Слободан Селенић Димитар Солев Аугустин Стипчевић               |
| 1962.  | Лојзе Розман               | Афера                              | Словенско народно гледалишће                  | Душан Матић Станислав Бајић Владимир Краљ Густав Крклец Филип Кумбатовић Бошко Петровић Александар Обреновић Слободан Селенић Димитар Солев Аугустин Стипчевић               |
| 1963.  | Сава Северова              | У агонији                          | Словенско народно гледалишће                  | Ели Финци Станислав Бајић Јоже Јаворшек Влатко Павлетић Бошко Петровић Васја Предан Слободан Селенић Меша Селимовић Димитар Солев Аугустин Стипчевић                         |
| 1963.  | Вања Драх                  | Леда                               | Хрватско народно гледалишће                   | Ели Финци Станислав Бајић Јоже Јаворшек Влатко Павлетић Бошко Петровић Васја Предан Слободан Селенић Меша Селимовић Димитар Солев Аугустин Стипчевић                         |
| 1963.  | Борис Ковач                | На зеленој реци Чун                | Народно позориште "Тоша Јовановић" Зрењанин   | Ели Финци Станислав Бајић Јоже Јаворшек Влатко Павлетић Бошко Петровић Васја Предан Слободан Селенић Меша Селимовић Димитар Солев Аугустин Стипчевић                         |
| 1963.  | Стане Север                | У агонији                          | Словенско народно гледалишће                  | Ели Финци Станислав Бајић Јоже Јаворшек Влатко Павлетић Бошко Петровић Васја Предан Слободан Селенић Меша Селимовић Димитар Солев Аугустин Стипчевић                         |
| 1963.  | Петар Вртипрашки           | Интимне приче                      | Српско народно позориште                      | Ели Финци Станислав Бајић Јоже Јаворшек Влатко Павлетић Бошко Петровић Васја Предан Слободан Селенић Меша Селимовић Димитар Солев Аугустин Стипчевић                         |
| 1964.  | Миливоје Живановић         | Ожалошћена породица                | Југословенско драмско позориште               | Ели Финци Станислав Бајић Драго Иванчевић Душан Моравец Бошко Петровић Васја Предан Слободан Селенић Меша Селимовић Димитар Солев Аугустин Стипчевић Миленко Шуваковић       |
| 1964.  | Рахела Ферари              | Ожалошћена породица                | Југословенско драмско позориште               | Ели Финци Станислав Бајић Драго Иванчевић Душан Моравец Бошко Петровић Васја Предан Слободан Селенић Меша Селимовић Димитар Солев Аугустин Стипчевић Миленко Шуваковић       |
| 1964.  | Љуба Тадић                 | На рубу памети                     | Југословенско драмско позориште               | Ели Финци Станислав Бајић Драго Иванчевић Душан Моравец Бошко Петровић Васја Предан Слободан Селенић Меша Селимовић Димитар Солев Аугустин Стипчевић Миленко Шуваковић       |
| 1964.  | Зоран Радмиловић           | Бетон и свици                      | Савремено позориште Београд                   | Ели Финци Станислав Бајић Драго Иванчевић Душан Моравец Бошко Петровић Васја Предан Слободан Селенић Меша Селимовић Димитар Солев Аугустин Стипчевић Миленко Шуваковић       |
| 1964.  | Бранка Веселиновић         | Ожалошћена породица                | Југословенско драмско позориште               | Ели Финци Станислав Бајић Драго Иванчевић Душан Моравец Бошко Петровић Васја Предан Слободан Селенић Меша Селимовић Димитар Солев Аугустин Стипчевић Миленко Шуваковић       |
| 1965.  | Велимир Животић            | Халелуја                           | Српско народно позориште                      | Ели Финци Станислав Бајић Драго Иванчевић Душан Моравец Бошко Петровић Васја Предан Слободан Селенић Меша Селимовић Димитар Солев Аугустин Стипчевић Миленко Шуваковић       |
| 1965.  | Смиљка Бенцет              | Тонкина једина љубав               | Народно казалиште "Аугустин Цесарец" Вараждин | Ели Финци Станислав Бајић Драго Иванчевић Душан Моравец Бошко Петровић Васја Предан Слободан Селенић Меша Селимовић Димитар Солев Аугустин Стипчевић Миленко Шуваковић       |
| 1965.  | Дара Чаленић               | Савонарола и његови пријатељи      | Југословенско драмско позориште               | Ели Финци Станислав Бајић Драго Иванчевић Душан Моравец Бошко Петровић Васја Предан Слободан Селенић Меша Селимовић Димитар Солев Аугустин Стипчевић Миленко Шуваковић       |
| 1965.  | Слободан Колаковић         | Грдило                             | Бошко Буха                                    | Ели Финци Станислав Бајић Драго Иванчевић Душан Моравец Бошко Петровић Васја Предан Слободан Селенић Меша Селимовић Димитар Солев Аугустин Стипчевић Миленко Шуваковић       |
| 1965.  | Драгољуб Гула Милосављевић | Халелуја                           | Српско народно позориште                      | Ели Финци Станислав Бајић Драго Иванчевић Душан Моравец Бошко Петровић Васја Предан Слободан Селенић Меша Селимовић Димитар Солев Аугустин Стипчевић Миленко Шуваковић       |
| 1966.  | Ружица Сокић               | Крмећи кас                         | Атеље 212                                     | Велибор Глигорић Тоне Павчек Бошко Петровић Васја Предан Петар Селем Слободан Селенић Меша Селимовић Димитар Солев Владимир Стаменковић Аугустин Стипчевић Томислав Танхофер |
| 1966.  | Дракче Поповић             | Трула кобила                       | Народно позориште Сарајево                    | Велибор Глигорић Тоне Павчек Бошко Петровић Васја Предан Петар Селем Слободан Селенић Меша Селимовић Димитар Солев Владимир Стаменковић Аугустин Стипчевић Томислав Танхофер |
| 1966.  | Стеван Шалајић             | Фамилија Софронија Кирића          | Српско народно позориште                      | Велибор Глигорић Тоне Павчек Бошко Петровић Васја Предан Петар Селем Слободан Селенић Меша Селимовић Димитар Солев Владимир Стаменковић Аугустин Стипчевић Томислав Танхофер |
| 1966.  | Лојзе Розман               | Саблазан у долини Шентфлоријанској | Словенско народно глеалишће                   | Велибор Глигорић Тоне Павчек Бошко Петровић Васја Предан Петар Селем Слободан Селенић Меша Селимовић Димитар Солев Владимир Стаменковић Аугустин Стипчевић Томислав Танхофер |
| 1966.  | Изет Хајдархоџић           | Јазавац пред судом                 | Народно казалиште Дубровник                   | Велибор Глигорић Тоне Павчек Бошко Петровић Васја Предан Петар Селем Слободан Селенић Меша Селимовић Димитар Солев Владимир Стаменковић Аугустин Стипчевић Томислав Танхофер |
| 1967.  | Мира Бањац                 | Трактат о слушкињама               | Српско народно позориште                      | Никола Батушић Матеја Матевски Лука Павловић Тоне Павчек Петар Селем Слободан Селенић Владимир Стаменковић Томислав Танхофер Александар Тишма Лојзе Филипич                  |
| 1967.  | Јошко Лукеч                | Не увек као ластавице              | Словенско гледалишће Трст                     | Никола Батушић Матеја Матевски Лука Павловић Тоне Павчек Петар Селем Слободан Селенић Владимир Стаменковић Томислав Танхофер Александар Тишма Лојзе Филипич                  |
| 1967.  | Иванка Межан               | Радионица облака                   | Словенско народно гледалишће                  | Никола Батушић Матеја Матевски Лука Павловић Тоне Павчек Петар Селем Слободан Селенић Владимир Стаменковић Томислав Танхофер Александар Тишма Лојзе Филипич                  |
| 1967.  | Бранко Плеша               | Развојни пут Боре Шнајдера         | Атеље 212                                     | Никола Батушић Матеја Матевски Лука Павловић Тоне Павчек Петар Селем Слободан Селенић Владимир Стаменковић Томислав Танхофер Александар Тишма Лојзе Филипич                  |
| 1967.  | Крум Стојанов              | Покојник                           | Драмски театар Скопје                         | Никола Батушић Матеја Матевски Лука Павловић Тоне Павчек Петар Селем Слободан Селенић Владимир Стаменковић Томислав Танхофер Александар Тишма Лојзе Филипич                  |
| 1968.  | Марија Црнобори            | Клара Домбровска                   | Југословенско драмско позориште               | Др Хуго Клајн Никола Батучић Матеја Матевски Огнјенка Милићевић Лука Павловић Миодраг Павловић Георгиј Паро Мухарем Первић Васја Предан Смиљан Самец Александар Тишма        |
| 1968.  | Злата Јаковљевић           | Викторија                          | Српско народно позориште                      | Др Хуго Клајн Никола Батучић Матеја Матевски Огнјенка Милићевић Лука Павловић Миодраг Павловић Георгиј Паро Мухарем Первић Васја Предан Смиљан Самец Александар Тишма        |
| 1968.  | Вукан Димевски             | Вртлог                             | Македонски народен театар                     | Др Хуго Клајн Никола Батучић Матеја Матевски Огнјенка Милићевић Лука Павловић Миодраг Павловић Георгиј Паро Мухарем Первић Васја Предан Смиљан Самец Александар Тишма        |
| 1968.  | Андреј Курент              | Конгрес                            | Словенско народно гледалишће                  | Др Хуго Клајн Никола Батучић Матеја Матевски Огнјенка Милићевић Лука Павловић Миодраг Павловић Георгиј Паро Мухарем Первић Васја Предан Смиљан Самец Александар Тишма        |
| 1968.  | Крешимир Зидарић           | Птице без јата                     | Загребачко драмско казалиште                  | Др Хуго Клајн Никола Батучић Матеја Матевски Огнјенка Милићевић Лука Павловић Миодраг Павловић Георгиј Паро Мухарем Первић Васја Предан Смиљан Самец Александар Тишма        |
| 1969.  | Неда Спасојевић            | Електра                            | Атеље 212                                     | Др Хуго Клајн Мато Грковић Драган М. Јеремић Јосип Лечић Матеја Матевски Огњенка Милићевић Георгиј Паро Мухарем Первић Васја Предан Смиљан Самец Доријан Соколић             |
| 1969.  | Иби Ромхањи                | Боровнице                          | Народно позориште Суботица                    | Др Хуго Клајн Мато Грковић Драган М. Јеремић Јосип Лечић Матеја Матевски Огњенка Милићевић Георгиј Паро Мухарем Первић Васја Предан Смиљан Самец Доријан Соколић             |
| 1969.  | Божидар Бобан              | Херетик                            | Загребачко драмско казалиште                  | Др Хуго Клајн Мато Грковић Драган М. Јеремић Јосип Лечић Матеја Матевски Огњенка Милићевић Георгиј Паро Мухарем Первић Васја Предан Смиљан Самец Доријан Соколић             |
| 1969.  | Никола Милић               | Утва птица златокрила              | Савремено позориште Београд                   | Др Хуго Клајн Мато Грковић Драган М. Јеремић Јосип Лечић Матеја Матевски Огњенка Милићевић Георгиј Паро Мухарем Первић Васја Предан Смиљан Самец Доријан Соколић             |
| 1969.  | Марко Тодоровић            | Афера недужне Анабеле              | Југословенско драмско позориште               | Др Хуго Клајн Мато Грковић Драган М. Јеремић Јосип Лечић Матеја Матевски Огњенка Милићевић Георгиј Паро Мухарем Первић Васја Предан Смиљан Самец Доријан Соколић             |

## 1970–1979.
| Година | Добитник                   | Представа                                | Позориште                              | Стручни жири |
| ------ | -------------------------- | ---------------------------------------- | -------------------------------------- | --- |
| 1970.  | Мира Бањац                 | Село Сакуле а у Банату                   | Српско народно позориште               | Др Хуго Клајн Јоже Гале Благоја Иванов Драган М. Јеремић Јосип Лечић Миленко Маричић Милосав Мирковић Душан Поповић Чедо Прица Владан Вацов Рапа Чукље |
| 1970.  | Маја Димитријевић          | Омер и Мерима                            | Југословенско драмско позориште        | Др Хуго Клајн Јоже Гале Благоја Иванов Драган М. Јеремић Јосип Лечић Миленко Маричић Милосав Мирковић Душан Поповић Чедо Прица Владан Вацов Рапа Чукље |
| 1970.  | Иван Хајтл                 | Село Сакуле а у Банату                   | Српско народно позориште               | Др Хуго Клајн Јоже Гале Благоја Иванов Драган М. Јеремић Јосип Лечић Миленко Маричић Милосав Мирковић Душан Поповић Чедо Прица Владан Вацов Рапа Чукље |
| 1970.  | Крум Стојанов              | Адам и Ева и Јов                         | Драмски театар Скопје                  | Др Хуго Клајн Јоже Гале Благоја Иванов Драган М. Јеремић Јосип Лечић Миленко Маричић Милосав Мирковић Душан Поповић Чедо Прица Владан Вацов Рапа Чукље |
| 1970.  | Арнолд Товорник            | Легенда о светом Че                      | Словенско народно гледалишће           | Др Хуго Клајн Јоже Гале Благоја Иванов Драган М. Јеремић Јосип Лечић Миленко Маричић Милосав Мирковић Душан Поповић Чедо Прица Владан Вацов Рапа Чукље |
| 1971.  | Љубиша Јовановић           | Освајач                                  | Југословенско драмско позориште        | Славко Јан Јоже Гале Благоја Иванов Милосав Мирковић Сретен Перовић Душан Поповић Чедо Прица Сеад Фетахаџић Рапа Чукље                                 |
| 1971.  | Перо Квргић                | Краљево                                  | Драмско казалиште Гавела               | Славко Јан Јоже Гале Благоја Иванов Милосав Мирковић Сретен Перовић Душан Поповић Чедо Прица Сеад Фетахаџић Рапа Чукље                                 |
| 1971.  | Санда Лангерхолц           | Мало па ништа                            | Загребачко градско казалиште"Комедија" | Славко Јан Јоже Гале Благоја Иванов Милосав Мирковић Сретен Перовић Душан Поповић Чедо Прица Сеад Фетахаџић Рапа Чукље                                 |
| 1971.  | Јожа Рутић                 | Генерал и његов лакрдијаш                | Југословенско драмско позориште        | Славко Јан Јоже Гале Благоја Иванов Милосав Мирковић Сретен Перовић Душан Поповић Чедо Прица Сеад Фетахаџић Рапа Чукље                                 |
| 1971.  | Милена Зупанчич            | Освајач                                  | Местно гледалишће љубљанско            | Славко Јан Јоже Гале Благоја Иванов Милосав Мирковић Сретен Перовић Душан Поповић Чедо Прица Сеад Фетахаџић Рапа Чукље                                 |
| 1972.  | Неда Спасојевић            | Тераса                                   | Народно позориште Београд              | Љуба Тадић Владо Краљ Георгиј Паро Слободан Селенић Антун Шољан                                                                                        |
| 1972.  | Ђорђе Јелисић              | На лудом белом камену                    | Атеље 212                              | Љуба Тадић Владо Краљ Георгиј Паро Слободан Селенић Антун Шољан                                                                                        |
| 1972.  | Властимир Ђуза Стојиљковић | На лудом белом камену                    | Атеље 212                              | Љуба Тадић Владо Краљ Георгиј Паро Слободан Селенић Антун Шољан                                                                                        |
| 1972.  | Шпиро Губерина             | Представа Хамлета у селу Мрдуша Доња     | Театар ИТД                             | Љуба Тадић Владо Краљ Георгиј Паро Слободан Селенић Антун Шољан                                                                                        |
| 1972.  | Божо Шпрајц                | Лудаци                                   | Словенско људско гледалишће Цеље       | Љуба Тадић Владо Краљ Георгиј Паро Слободан Селенић Антун Шољан                                                                                        |
| 1973.  | Мише Мартиновић            | Еквиноцијо                               | Народно казалиште Марина Држића        | Реља Башић Мирослав Јанчић Владо Краљ Владимир Милчин Георгиј Паро                                                                                     |
| 1973.  | Павле Минчић               | Оловка пише, пише срцем                  | Атеље 212                              | Реља Башић Мирослав Јанчић Владо Краљ Владимир Милчин Георгиј Паро                                                                                     |
| 1973.  | Ласло Патаки               | Јов                                      | Народно позориште Суботица             | Реља Башић Мирослав Јанчић Владо Краљ Владимир Милчин Георгиј Паро                                                                                     |
| 1973.  | Милка Подруг-Кокотовић     | Еквиноцијо                               | Народно казалиште Марина Држића        | Реља Башић Мирослав Јанчић Владо Краљ Владимир Милчин Георгиј Паро                                                                                     |
| 1973.  | Аља Ткачев                 | Ко се сили, хитро чили                   | Експериментално гледалишће "Глеј"      | Реља Башић Мирослав Јанчић Владо Краљ Владимир Милчин Георгиј Паро                                                                                     |
| 1974.  | Милена Шијачки-Булатовић   | Покондирена тиква                        | Српско народно позориште               | Реља Башић Мирослав Јанчић Георгиј Паро Јован Христић Азем Крељи                                                                                       |
| 1974.  | Слободан Ђурић             | Мистер долар                             | Југословенско драмско позориште        | Реља Башић Мирослав Јанчић Георгиј Паро Јован Христић Азем Крељи                                                                                       |
| 1974.  | Јован Личина               | Пут у рај                                | Хрватско народно казалиште             | Реља Башић Мирослав Јанчић Георгиј Паро Јован Христић Азем Крељи                                                                                       |
| 1974.  | Јован Милићевић            | Пелиново                                 | Народно позориште Београд              | Реља Башић Мирослав Јанчић Георгиј Паро Јован Христић Азем Крељи                                                                                       |
| 1974.  | Бора Тодоровић             | Маратонци трче почасни круг              | Атеље 212                              | Реља Башић Мирослав Јанчић Георгиј Паро Јован Христић Азем Крељи                                                                                       |
| 1975.  | Драгица Томаш              | Огњиште                                  | Црногорско народно позориште           | Јован Милићевић Георгиј Паро Лојзе Смасек Јован Христић Азем Крељи                                                                                     |
| 1975.  | Милена Зупанчич            | Изгубљени син                            | Местно гледалишће љубљанско            | Јован Милићевић Георгиј Паро Лојзе Смасек Јован Христић Азем Крељи                                                                                     |
| 1975.  | Изет Хајдархоџић           | Скуп                                     | Драмско казалите Гавела                | Јован Милићевић Георгиј Паро Лојзе Смасек Јован Христић Азем Крељи                                                                                     |
| 1975.  | Миодраг Петровић Чкаља     | Случај шампиона                          | Београдско драмско позориште           | Јован Милићевић Георгиј Паро Лојзе Смасек Јован Христић Азем Крељи                                                                                     |
| 1975.  | Милош Жутић                | Хасанагиница                             | Народно позориште Београд              | Јован Милићевић Георгиј Паро Лојзе Смасек Јован Христић Азем Крељи                                                                                     |
| 1976.  | Надежда Булатовић          | Женидба и удадба                         | Народно позориште Сомбор               | Јован Милићевић Јеврем Брковић Ласло Геролд Стево Жигон Лојзе Смасек                                                                                   |
| 1976.  | Ружица Сокић               | Чудо у Шаргану                           | Атеље 212                              | Јован Милићевић Јеврем Брковић Ласло Геролд Стево Жигон Лојзе Смасек                                                                                   |
| 1976.  | Катица Жели                | Женидба и удадба                         | Народно позориште Сомбор               | Јован Милићевић Јеврем Брковић Ласло Геролд Стево Жигон Лојзе Смасек                                                                                   |
| 1976.  | Мија Алексић               | Звоно за нашег професора                 | Народно позориште Београд              | Јован Милићевић Јеврем Брковић Ласло Геролд Стево Жигон Лојзе Смасек                                                                                   |
| 1976.  | Макс Фуријан               | Играјте тумор у глави и загађење ваздуха | Словенско људско гледалишће Цеље       | Јован Милићевић Јеврем Брковић Ласло Геролд Стево Жигон Лојзе Смасек                                                                                   |
| 1977.  | Реља Башић                 | Чаруга                                   | Театар у гостима                       | Примож Козак Јеврем Брковић Ласло Геролд Твртко Куленовић Мухарем Первић                                                                               |
| 1977.  | Борис Бузанчић             | Киклоп                                   | Хрватско народно казалиште             | Примож Козак Јеврем Брковић Ласло Геролд Твртко Куленовић Мухарем Первић                                                                               |
| 1977.  | Јоана Поповска             | Марина свадба                            | Народен театар Битољ                   | Примож Козак Јеврем Брковић Ласло Геролд Твртко Куленовић Мухарем Первић                                                                               |
| 1977.  | Никола Симић               | Дундо Мароје                             | Југословенско драмско позориште        | Примож Козак Јеврем Брковић Ласло Геролд Твртко Куленовић Мухарем Первић                                                                               |
| 1977.  | Раде Шербеџија             | Киклоп                                   | Хрватско народно казалиште             | Примож Козак Јеврем Брковић Ласло Геролд Твртко Куленовић Мухарем Первић                                                                               |
| 1978.  | Петар Божовић              | Камен за под главу                       | Атеље 212                              | Мухарем Первић Примож Козак Твртко Куленовић Горан Стефановски Раде Шербеџија                                                                          |
| 1978.  | Златко Црнковић            | Голгота                                  | Хрватско народно казалиште             | Мухарем Первић Примож Козак Твртко Куленовић Горан Стефановски Раде Шербеџија                                                                          |
| 1978.  | Милан Лане Гутовић         | Пучина                                   | Југословенско драмско позориште        | Мухарем Первић Примож Козак Твртко Куленовић Горан Стефановски Раде Шербеџија                                                                          |
| 1978.  | Вида Јуван                 | Нож младенаца                            | Местно гледалишће љубљанско            | Мухарем Первић Примож Козак Твртко Куленовић Горан Стефановски Раде Шербеџија                                                                          |
| 1978.  | Јосип Пејаковић            | Омер паша Латас                          | Народно позориште Сарајево             | Мухарем Первић Примож Козак Твртко Куленовић Горан Стефановски Раде Шербеџија                                                                          |
| 1979.  | Инге Апелт                 | Ослобођење Скопља                        | Центар за културну дјелатност ССО      | Ели Финци Мирјана Миочиновић Горан Стефановиски Марин Царић Звоне Шелдбауер                                                                            |
| 1979.  | Миодраг Кривокапић         | Камов, смртопис                          | Хрватско народно казалиште             | Ели Финци Мирјана Миочиновић Горан Стефановиски Марин Царић Звоне Шелдбауер                                                                            |
| 1979.  | Радко Полич                | Ослобођење Скопља                        | Словенско народно гледалишће           | Ели Финци Мирјана Миочиновић Горан Стефановиски Марин Царић Звоне Шелдбауер                                                                            |
| 1979.  | Раде Шербеџија             | Ослобођење Скопља                        | Центар за културну дјелатност ССО      | Ели Финци Мирјана Миочиновић Горан Стефановиски Марин Царић Звоне Шелдбауер                                                                            |
| 1979.  | Милена Зупанчич            | Краљ Бетајнове                           | Местно гледалишће љубљанско            | Ели Финци Мирјана Миочиновић Горан Стефановиски Марин Царић Звоне Шелдбауер                                                                            |

## 1980–1989.
| Година | Добитник                | Представа                            | Позориште                                | Стручни жири                                                                       |
| ------ | ----------------------- | ------------------------------------ | ---------------------------------------- | ---------------------------------------------------------------------------------- |
| 1980.  | Милан Богуновић         | Швабица                              | Народно позориште Сомбор                 | Коста Спаић Истреф Беголи Мирјана Миочиновић Марин Царић Звоне Шелдбауер           |
| 1980.  | Благоја Чоревски        | Дивље месо                           | Драмски театар Скопје                    | Коста Спаић Истреф Беголи Мирјана Миочиновић Марин Царић Звоне Шелдбауер           |
| 1980.  | Аница Кумер             | Лепа Вида                            | Словенско људско гледалишће Цеље         | Коста Спаић Истреф Беголи Мирјана Миочиновић Марин Царић Звоне Шелдбауер           |
| 1980.  | Александра Николић      | Швабица                              | Народно позориште Сомбор                 | Коста Спаић Истреф Беголи Мирјана Миочиновић Марин Царић Звоне Шелдбауер           |
| 1980.  | Даре Валич              | Професор Клепец                      | Словенско народно гледалишће             | Коста Спаић Истреф Беголи Мирјана Миочиновић Марин Царић Звоне Шелдбауер           |
| 1981.  | Златко Шугман           | Слуге                                | Местно гледалишће љубљанско              | Коста Спаић Истреф Беголи Боро Драшковић Андреј Инкрет Џевад Карахасан             |
| 1981.  | Јожица Авбељ            | Слуге                                | Местно гледалишће љубљанско              | Коста Спаић Истреф Беголи Боро Драшковић Андреј Инкрет Џевад Карахасан             |
| 1981.  | Нева Булић              | Антигона, краљица у теби             | Хрватско народно казалиште Сплит         | Коста Спаић Истреф Беголи Боро Драшковић Андреј Инкрет Џевад Карахасан             |
| 1981.  | Зијах Соколовић         | Карамазови                           | Камерни театар 55                        | Коста Спаић Истреф Беголи Боро Драшковић Андреј Инкрет Џевад Карахасан             |
| 1981.  | Љиљана Драгутиновић     | Слике жалосних доживљаја             | Атеље 212                                | Коста Спаић Истреф Беголи Боро Драшковић Андреј Инкрет Џевад Карахасан             |
| 1982-  | Мустафа Надаревић       | Дундо Мароје                         | Хрватско народно казалиште               | Боро Драшковић Андреј Инкрет Џевад Карахасан Томислав Кетиг Семка Соколовић-Берток |
| 1982-  | Мери Бошкова            | Еригон                               | Драмски театар Скопје                    | Боро Драшковић Андреј Инкрет Џевад Карахасан Томислав Кетиг Семка Соколовић-Берток |
| 1982-  | Данило Бата Стојковић   | Корешподенција                       | Атеље 212                                | Боро Драшковић Андреј Инкрет Џевад Карахасан Томислав Кетиг Семка Соколовић-Берток |
| 1982-  | Радко Полич             | Дисидент Арнож и његови              | Словенско народно гледалишће             | Боро Драшковић Андреј Инкрет Џевад Карахасан Томислав Кетиг Семка Соколовић-Берток |
| 1982-  | Ненад Стојановски       | Лет у месту                          | Дом на младите "25. мај"                 | Боро Драшковић Андреј Инкрет Џевад Карахасан Томислав Кетиг Семка Соколовић-Берток |
| 1983.  | Фабијан Шоваговић       | Сокол га није волио                  | Драмско казалиште Гавела                 | Коле Чачуле Света Јовановић Томислав Кетиг Бранко Плеша Семка Соколовић-Берток     |
| 1983.  | Деса Биоградлија        | Неко вријеме у Салцбургу             | Народно позориште Зеница                 | Коле Чачуле Света Јовановић Томислав Кетиг Бранко Плеша Семка Соколовић-Берток     |
| 1983.  | Бране Иванц             | Златне ципелице                      | Словенско народно гледалишће             | Коле Чачуле Света Јовановић Томислав Кетиг Бранко Плеша Семка Соколовић-Берток     |
| 1983.  | Нада Суботић            | Сокол га није волио                  | Драмско казалиште Гавела                 | Коле Чачуле Света Јовановић Томислав Кетиг Бранко Плеша Семка Соколовић-Берток     |
| 1983.  | Божидар Смиљанић        | Хрватски фауст                       | Народно казалиште "Аугуст Цесарец"       | Коле Чачуле Света Јовановић Томислав Кетиг Бранко Плеша Семка Соколовић-Берток     |
| 1984.  | Полде Бибич             | Мој тата социјалистички кулак        | Словенско народно гледалишће             | Георгиј Паро Света Јовановић Ласло Патаки Сретен Перовић Мира Ступица              |
| 1984.  | Тонко Лонза             | Дубровачка трилогија                 | Хрватско народно казалиште               | Георгиј Паро Света Јовановић Ласло Патаки Сретен Перовић Мира Ступица              |
| 1984.  | Милица Стојанова        | Дупло дно                            | Драмски театар Скопје                    | Георгиј Паро Света Јовановић Ласло Патаки Сретен Перовић Мира Ступица              |
| 1984.  | Данило Бата Стојковић   | Балкански шпијун                     | Југословенско драмско позориште          | Георгиј Паро Света Јовановић Ласло Патаки Сретен Перовић Мира Ступица              |
| 1984.  | Раде Шербеџија          | Господа Глембајеви                   | Драмско казалиште Гавела                 | Георгиј Паро Света Јовановић Ласло Патаки Сретен Перовић Мира Ступица              |
| 1985.  | Истреф Беголи           | Конфитеор                            | Покрајинско народно позориште Приштина   | Георгиј Паро Франце Вурник Радован Маручић Ласло Патаки Сретен Перовић             |
| 1985.  | Мирјана Карановић       | Мрешћење шарана                      | Звездара театар                          | Георгиј Паро Франце Вурник Радован Маручић Ласло Патаки Сретен Перовић             |
| 1985.  | Предраг Мики Манојловић | Кад су цветале тикве                 | Народно позориште Београд                | Георгиј Паро Франце Вурник Радован Маручић Ласло Патаки Сретен Перовић             |
| 1985.  | Ненад Стојановски       | Срећна нова 1949!                    | Македонски народен театар                | Георгиј Паро Франце Вурник Радован Маручић Ласло Патаки Сретен Перовић             |
| 1985.  | Милена Зупанчич         | Ана                                  | Словенско народно гледалишће             | Георгиј Паро Франце Вурник Радован Маручић Ласло Патаки Сретен Перовић             |
| 1986.  | Нева Рошић              | Оставка                              | Хрватско народно казалиште               | Јован Христић Мира Бањац Франце Вурник Јошко Јуванчић Јосип Лечић                  |
| 1986.  | Предраг Пепи Лаковић    | Тетовиране душе                      | Звездара театар                          | Јован Христић Мира Бањац Франце Вурник Јошко Јуванчић Јосип Лечић                  |
| 1986.  | Борис Каваца            | Велики брилијантни валцер            | Словенско народно гледалишће             | Јован Христић Мира Бањац Франце Вурник Јошко Јуванчић Јосип Лечић                  |
| 1986.  | Иво Бан                 | Велики брилијантни валцер            | Словенско народно гледалишће             | Јован Христић Мира Бањац Франце Вурник Јошко Јуванчић Јосип Лечић                  |
| 1986.  | Бранка Петрић           | Путујуће позориште Шопаловић         | Југословенско драмско позориште          | Јован Христић Мира Бањац Франце Вурник Јошко Јуванчић Јосип Лечић                  |
| 1987.  | Силва Чучин             | Догађај у месту Гоги                 | Словенско народно гледалишће             | Јован Христић Мира Бањац Андреј Инкрет Јошко Јуванчић Јосип Лечић                  |
| 1987.  | Борис Каваца            | За добро народа                      | Словенско стално гледалишће Трст         | Јован Христић Мира Бањац Андреј Инкрет Јошко Јуванчић Јосип Лечић                  |
| 1987.  | Петар Темелковски       | "Р"                                  | Драмски театар Скопје                    | Јован Христић Мира Бањац Андреј Инкрет Јошко Јуванчић Јосип Лечић                  |
| 1987.  | Радослав Миленковић     | Свети Георгије убива аждаху          | Српско народно позориште                 | Јован Христић Мира Бањац Андреј Инкрет Јошко Јуванчић Јосип Лечић                  |
| 1987.  | Бранислав Лечић         | Родољупци                            | Југословенско драмско позориште          | Јован Христић Мира Бањац Андреј Инкрет Јошко Јуванчић Јосип Лечић                  |
| 1988.  | Бине Матох              | Људождери                            | Приморско драмско гледалишће Нова Горица | Боро Драшковић Андреј Инкрет Твртко Куленовић Милица Стојанова Марин Царић         |
| 1988.  | Владимир Јурц           | Сумњиво лице                         | Словенско стално гледалишће Трст         | Боро Драшковић Андреј Инкрет Твртко Куленовић Милица Стојанова Марин Царић         |
| 1988.  | Танасије Узуновић       | Ружење народа у два дела             | Југословенско драмско позориште          | Боро Драшковић Андреј Инкрет Твртко Куленовић Милица Стојанова Марин Царић         |
| 1988.  | Мими Таневска           | Црна рупа                            | Македонски народен театар                | Боро Драшковић Андреј Инкрет Твртко Куленовић Милица Стојанова Марин Царић         |
| 1988.  | Михаило Миша Јанкетић   | Клаустрофобична комедија             | Звездара театар                          | Боро Драшковић Андреј Инкрет Твртко Куленовић Милица Стојанова Марин Царић         |
| 1989.  | Перо Квргић             | Мора                                 | Хрватско народно казалиште               | Боро Драшковић Иво Бан Твртко Куленовић Владимир Милчин Марин Царић                |
| 1989.  | Данило Лазовић          | Ново је доба                         | Београдско драмско позориште             | Боро Драшковић Иво Бан Твртко Куленовић Владимир Милчин Марин Царић                |
| 1989.  | Михајло Плескоњић Баџа  | Три чекића а о српу да и не говоримо | Српско народно позориште                 | Боро Драшковић Иво Бан Твртко Куленовић Владимир Милчин Марин Царић                |
| 1989.  | Лазар Ристовски         | Оригинал фалсификата                 | Звездара театар                          | Боро Драшковић Иво Бан Твртко Куленовић Владимир Милчин Марин Царић                |
| 1989.  | Снежана Стамеска        | Силе у ваздуху                       | Драмски театар Скопје                    | Боро Драшковић Иво Бан Твртко Куленовић Владимир Милчин Марин Царић                |

## 1990–1999.
| Година | Добитник                    | Представа                     | Позориште                              | Стручни жири                                                                    |
| ------ | --------------------------- | ----------------------------- | -------------------------------------- | ------------------------------------------------------------------------------- |
| 1990.  | Милена Зупанчич             | Зид, језеро                   | Словенско народно гледалишће           | Иво Брешан Иво Бан Ласло Вегел Дејан Мијач Ристо Стефановски                    |
| 1990.  | Данило Бата Стојковић       | Професионалац                 | Звездара театар                        | Иво Брешан Иво Бан Ласло Вегел Дејан Мијач Ристо Стефановски                    |
| 1990.  | Љиљана Богојевић-Јовановска | Кула вавилонска               | Драмски театар Скопје                  | Иво Брешан Иво Бан Ласло Вегел Дејан Мијач Ристо Стефановски                    |
| 1990.  | Жарко Лаушевић              | Свети Сава                    | Народно позориште Зеница               | Иво Брешан Иво Бан Ласло Вегел Дејан Мијач Ристо Стефановски                    |
| 1990.  | Јанез Коф                   | Виктор или дан младости       | Местно гледалишће љубљанско            | Иво Брешан Иво Бан Ласло Вегел Дејан Мијач Ристо Стефановски                    |
| 1991.  | Стеван Гардиновачки         | Бела кафа                     | Српско народно позориште               | Иво Брешан Ласло Вегел Милена Зупанчич Дејан Мијач Ристо Стефановски            |
| 1991.  | Ђорђе Јолевски              | Подземна република            | Народен театар Битољ                   | Иво Брешан Ласло Вегел Милена Зупанчич Дејан Мијач Ристо Стефановски            |
| 1991.  | Петар Банићевић             | Је ли било кнежеве вечере?    | Народно позориште Београд              | Иво Брешан Ласло Вегел Милена Зупанчич Дејан Мијач Ристо Стефановски            |
| 1991.  | Предраг Ејдус               | Је ли било кнежеве вечере?    | Народно позориште Београд              | Иво Брешан Ласло Вегел Милена Зупанчич Дејан Мијач Ристо Стефановски            |
| 1991.  | Аница Добра                 | Урнебесна трагедија           | Звездара театар                        | Иво Брешан Ласло Вегел Милена Зупанчич Дејан Мијач Ристо Стефановски            |
| 1992.  | Зијах Соколовић             | Лажа и Паралажа               | Српско народно позориште               | Велимир Лукић Ференц Деак Феликс Пашић Славенко Салетовић Драгица Томас         |
| 1992.  | Лидија Стевановић           | Лажа и Паралажа               | Српско народно позориште               | Велимир Лукић Ференц Деак Феликс Пашић Славенко Салетовић Драгица Томас         |
| 1992.  | Михаило Миша Јанкетић       | Народни посланик              | Југословенско драмско позориште        | Велимир Лукић Ференц Деак Феликс Пашић Славенко Салетовић Драгица Томас         |
| 1992.  | Бранимир Брстина            | Народни посланик              | Југословенско драмско позориште        | Велимир Лукић Ференц Деак Феликс Пашић Славенко Салетовић Драгица Томас         |
| 1992.  | Цвијета Месић               | Кнез Павле                    | Југословенско драмско позориште        | Велимир Лукић Ференц Деак Феликс Пашић Славенко Салетовић Драгица Томас         |
| 1992.  | Данило Бата Стојковић       | Ђенерал Милан Недић           | Звездара театар                        | Велимир Лукић Ференц Деак Феликс Пашић Славенко Салетовић Драгица Томас         |
| 1993.  | Мирјана Гардиновачки        | Кир Јања                      | Српско народно позориште               | Слободан Селенић Ференц Деак Феликс Пашић Славенко Салетовић Драгица Томас      |
| 1993.  | Драгослав Жикић             | Коштана                       | Народно позориште Ниш                  | Слободан Селенић Ференц Деак Феликс Пашић Славенко Салетовић Драгица Томас      |
| 1993.  | Јасна Ђуричић               | Чудо у Шаргану                | Српско народно позориште               | Слободан Селенић Ференц Деак Феликс Пашић Славенко Салетовић Драгица Томас      |
| 1993.  | Новак Билбија               | Чудо у Шаргану                | Српско народно позориште               | Слободан Селенић Ференц Деак Феликс Пашић Славенко Салетовић Драгица Томас      |
| 1993.  | Предраг Ејдус               | Кир Јања                      | Народно позориште Београд              | Слободан Селенић Ференц Деак Феликс Пашић Славенко Салетовић Драгица Томас      |
| 1994.  | Ђурђија Цветић              | Девојка модре косе            | Југословенско драмско позориште        | Слободан Селенић Небојша Брадић Маша Јеремић Дејан Панчић-Пољански Љуба Тадић   |
| 1994.  | Живко Вукојевић             | Змај од Србије                | Народно позориште Ниш                  | Слободан Селенић Небојша Брадић Маша Јеремић Дејан Панчић-Пољански Љуба Тадић   |
| 1994.  | Мира Ступица                | Принцеза Ксенија од Црне Горе | Краљевско црногорско народно позориште | Слободан Селенић Небојша Брадић Маша Јеремић Дејан Панчић-Пољански Љуба Тадић   |
| 1994.  | Михаило Миша Јанкетић       | Принцеза Ксенија од Црне Горе | Краљевско црногорско народно позориште | Слободан Селенић Небојша Брадић Маша Јеремић Дејан Панчић-Пољански Љуба Тадић   |
| 1994.  | Војислав Брајовић           | Лажни цар Шћепан Мали         | Југословенско драмско позориште        | Слободан Селенић Небојша Брадић Маша Јеремић Дејан Панчић-Пољански Љуба Тадић   |
| 1994.  | Петар Краљ                  | Лажни цар Шћепан Мали         | Југословенско драмско позориште        | Слободан Селенић Небојша Брадић Маша Јеремић Дејан Панчић-Пољански Љуба Тадић   |
| 1995.  | Бранимир Брстина            | Развојни пут Боре Шнајдера    | Народно позорриште Београд             | Љуба Тадић Небојша Брадић Маша Јеремић Дејан Панчић-Пољански Веселин Радуловић  |
| 1995.  | Бранка Шелић                | Фишкал галантом               | Народно позориште Сомбор               | Љуба Тадић Небојша Брадић Маша Јеремић Дејан Панчић-Пољански Веселин Радуловић  |
| 1995.  | Мирјана Гардиновачки        | Јанез                         | Новосадски драмски театар              | Љуба Тадић Небојша Брадић Маша Јеремић Дејан Панчић-Пољански Веселин Радуловић  |
| 1995.  | Даница Максимовић           | Лукреција илити ждеро         | Позориште на Теразијама                | Љуба Тадић Небојша Брадић Маша Јеремић Дејан Панчић-Пољански Веселин Радуловић  |
| 1995.  | Горан Шушљик                | Лукреција илити ждеро         | Позориште на Теразијама                | Љуба Тадић Небојша Брадић Маша Јеремић Дејан Панчић-Пољански Веселин Радуловић  |
| 1996.  | Новак Билбија               | Путујуће позориште Шопаловић  | Српско народно позориште               | Мира Бањац Предраг Вранешевић Љубослав Манера Радомир Путник Веселин Радуновић  |
| 1996.  | Драган Мићановић            | Конте Зановић                 | Будва град театар                      | Мира Бањац Предраг Вранешевић Љубослав Манера Радомир Путник Веселин Радуновић  |
| 1996.  | Бранимир Поповић            | Извањац                       | Црногорско народно позориште           | Мира Бањац Предраг Вранешевић Љубослав Манера Радомир Путник Веселин Радуновић  |
| 1996.  | Мирза Албулеску             | Професионалац                 | Национални театар Букурешт             | Мира Бањац Предраг Вранешевић Љубослав Манера Радомир Путник Веселин Радуновић  |
| 1996.  | Олга Одановић               | Царев заточник                | Позориште "Бошко Буха"                 | Мира Бањац Предраг Вранешевић Љубослав Манера Радомир Путник Веселин Радуновић  |
| 1996.  | Растко Лупуловић            | У потпалубљу                  | Југословенско драмско позориште        | Мира Бањац Предраг Вранешевић Љубослав Манера Радомир Путник Веселин Радуновић  |
| 1997.  | Варја Ђукић                 | Бановић Страхиња              | Будва град театар                      | Мира Бањац Игор Бојовић Предраг Вранешевић Кокан Младеновић Радомир Путник      |
| 1997.  | Светозар Цветковић          | Бановић Страхиња              | Будва град театар                      | Мира Бањац Игор Бојовић Предраг Вранешевић Кокан Младеновић Радомир Путник      |
| 1997.  | Владислав Каћански          | Мрешћење шарана               | Српско народно позориште               | Мира Бањац Игор Бојовић Предраг Вранешевић Кокан Младеновић Радомир Путник      |
| 1997.  | Радоје Чупић                | Путовање за Нант              | Народно позориште Сомбор               | Мира Бањац Игор Бојовић Предраг Вранешевић Кокан Младеновић Радомир Путник      |
| 1997.  | Младен Андрејевић           | Турнеја                       | Атеље 212                              | Мира Бањац Игор Бојовић Предраг Вранешевић Кокан Младеновић Радомир Путник      |
| 1998.  | Јелисавета Сека Саблић      | Покондирена тиква             | Народно позориште Београд              | Владимир Стаменковић Биљана Драговић Јасна Ђуричић Стеван Копривица Дејан Мијач |
| 1998.  | Небојша Дугалић             | Говорна мана                  | Народно позориште Београд              | Владимир Стаменковић Биљана Драговић Јасна Ђуричић Стеван Копривица Дејан Мијач |
| 1998.  | Сергеј Трифуновић           | Породичне приче               | Атеље 212                              | Владимир Стаменковић Биљана Драговић Јасна Ђуричић Стеван Копривица Дејан Мијач |
| 1998.  | Исидора Минић               | Породичне приче               | Атеље 212                              | Владимир Стаменковић Биљана Драговић Јасна Ђуричић Стеван Копривица Дејан Мијач |
| 1998.  | Соња Дамјановић             | Хасанагиница                  | Крушевачко позориште                   | Владимир Стаменковић Биљана Драговић Јасна Ђуричић Стеван Копривица Дејан Мијач |
| 1999.  | Боро Стјепановић            | Женидба краља Вукашина        | Дјечје позориште Подгорица             | Владимир Стаменковић Биљана Драговић Јасна Ђуричић Стеван Копривица Дејан Мијач |
| 1999.  | Анита Манчић                | Каролина Нојбер               | Будва град театар                      | Владимир Стаменковић Биљана Драговић Јасна Ђуричић Стеван Копривица Дејан Мијач |
| 1999.  | Петар Божовић               | Каролина Нојбер               | Будва град театар                      | Владимир Стаменковић Биљана Драговић Јасна Ђуричић Стеван Копривица Дејан Мијач |
| 1999.  | Бранко Плеша                | Каролина Нојбер               | Будва град театар                      | Владимир Стаменковић Биљана Драговић Јасна Ђуричић Стеван Копривица Дејан Мијач |
| 1999.  | Петар Краљ                  | Каролина Нојбер               | Будва град театар                      | Владимир Стаменковић Биљана Драговић Јасна Ђуричић Стеван Копривица Дејан Мијач |

## 2000–2009.
| Година | Добитник                | Представа                    | Позориште                           | Стручни жири                                                                              |
| ------ | ----------------------- | ---------------------------- | ----------------------------------- | ----------------------------------------------------------------------------------------- |
| 2000.  | Борис Исаковић          | Максим Црнојевић             | Народно позориште Београд           | Вида Огњеновић Стеван Гардиновачки Бојана Никитовић Даринка НИколић Ивана Стефановић      |
| 2000.  | Јелена Ђокић            | Бокешки Д-мол                | Центар за културу Тиват             | Вида Огњеновић Стеван Гардиновачки Бојана Никитовић Даринка НИколић Ивана Стефановић      |
| 2000.  | Младен Нелевић          | Бокешки Д-мол                | Центар за културу Тиват             | Вида Огњеновић Стеван Гардиновачки Бојана Никитовић Даринка НИколић Ивана Стефановић      |
| 2000.  | Небојша Дугалић         | Проклета авлија              | Крушевачко позориште                | Вида Огњеновић Стеван Гардиновачки Бојана Никитовић Даринка НИколић Ивана Стефановић      |
| 2000.  | Ненад Пећинар           | Ружење народа у два дела     | Народно позориште Сомбор            | Вида Огњеновић Стеван Гардиновачки Бојана Никитовић Даринка НИколић Ивана Стефановић      |
| 2001.  | Гордана Ђурђевић-Димић  | Куба Либре                   | Српско народно позориште            | Мира Бањац Ненад Вуковић Љубослав Мајера Бојана Никитовић Даринка Николић                 |
| 2001.  | Небојша Глоговац        | Златно руно                  | Продукција Г17 плус                 | Мира Бањац Ненад Вуковић Љубослав Мајера Бојана Никитовић Даринка Николић                 |
| 2001.  | Исидора Минић           | Електра                      | Црногорско народно позориште        | Мира Бањац Ненад Вуковић Љубослав Мајера Бојана Никитовић Даринка Николић                 |
| 2001.  | Срђан Тимаров           | Павиљони                     | Југословенско драмско позориште     | Мира Бањац Ненад Вуковић Љубослав Мајера Бојана Никитовић Даринка Николић                 |
| 2001.  | Светозар Цветковић      | Јегоров пут                  | Будва град театар                   | Мира Бањац Ненад Вуковић Љубослав Мајера Бојана Никитовић Даринка Николић                 |
| 2001.  | Ненад Јездић            | Јегоров пут                  | Будва град театар                   | Мира Бањац Ненад Вуковић Љубослав Мајера Бојана Никитовић Даринка Николић                 |
| 2002.  | Раде Марковић           | Пандорина кутија             | Београдско драмско позориште        | Мира Бањац Ненад Вуковић Љубослав Мајера Александар Милосављевић Др Небојша Ромчевић      |
| 2002.  | Анита Манчић            | Чудо у Шаргану               | Атеље 212                           | Мира Бањац Ненад Вуковић Љубослав Мајера Александар Милосављевић Др Небојша Ромчевић      |
| 2002.  | Вук Костић              | Велика драма                 | Народно позориште Београд           | Мира Бањац Ненад Вуковић Љубослав Мајера Александар Милосављевић Др Небојша Ромчевић      |
| 2002.  | Срђан Граховац          | Отпад                        | Црногорско народно позориште        | Мира Бањац Ненад Вуковић Љубослав Мајера Александар Милосављевић Др Небојша Ромчевић      |
| 2002.  | Гашпер Тич              | Буба                         | Местно гледалишће љубљанско         | Мира Бањац Ненад Вуковић Љубослав Мајера Александар Милосављевић Др Небојша Ромчевић      |
| 2002.  | Саша Торлаковић         | Опсада цркве светог Спаса    | Народно позориште Сомбор            | Мира Бањац Ненад Вуковић Љубослав Мајера Александар Милосављевић Др Небојша Ромчевић      |
| 2003.  | Пјер Бандере            | Супермаркет                  |                                     | Егон Савин Варја Ђукић Ања Суша Алексадар Милосављевић Др Небојша Ромчевић                |
| 2003.  | Драган Мићановић        | Хазарски речник              | Атеље 212                           | Егон Савин Варја Ђукић Ања Суша Алексадар Милосављевић Др Небојша Ромчевић                |
| 2003.  | Дорка Грилуж            | Породичне приче              |                                     | Егон Савин Варја Ђукић Ања Суша Алексадар Милосављевић Др Небојша Ромчевић                |
| 2003.  | Вања Ејдус              | Хасанагиница                 | Народно позориште Београд           | Егон Савин Варја Ђукић Ања Суша Алексадар Милосављевић Др Небојша Ромчевић                |
| 2004.  | Бранимир Поповић        | Лажни цар                    | Црногорско народно позориште        | Никита Миливојевић Ангелина Атлагић Миодраг Кривокапић Ксенија Радуловић Калина Стефанова |
| 2004.  | Ева Чумска              | Шине                         | Театр Полски, Познањ, Пољска        | Никита Миливојевић Ангелина Атлагић Миодраг Кривокапић Ксенија Радуловић Калина Стефанова |
| 2004.  | Светозар Цветковић      | Америка, други део           | Атеље 212                           | Никита Миливојевић Ангелина Атлагић Миодраг Кривокапић Ксенија Радуловић Калина Стефанова |
| 2004.  | Александра Јанковић     | Америка, други део           | Атеље 212                           | Никита Миливојевић Ангелина Атлагић Миодраг Кривокапић Ксенија Радуловић Калина Стефанова |
| 2005.  | Небојша Глоговац        | Хадерсфилд                   | Југословенско драмско позориште     | Исидора Жебељан Радивоје Динуловић Гордана Ђурђевић-Димић Дино Мустафић Вељко Радовић     |
| 2005.  | Регина Фрич             | Год саве Америка             | Академиетхеатер ам Бургтхеатер, Беч | Исидора Жебељан Радивоје Динуловић Гордана Ђурђевић-Димић Дино Мустафић Вељко Радовић     |
| 2005.  | Горан Шушљик            | Хадерсфилд                   | Југословенско драмско позориште     | Исидора Жебељан Радивоје Динуловић Гордана Ђурђевић-Димић Дино Мустафић Вељко Радовић     |
| 2005.  | Михаило Миша Јанкетић   | Смртоносна мотористика       | Атеље 212                           | Исидора Жебељан Радивоје Динуловић Гордана Ђурђевић-Димић Дино Мустафић Вељко Радовић     |
| 2006.  | Исидора Минић           | Скакавци                     | Југословенско драмско позориште     | Јован Ћирилов Јованка Дорота Бранислава Лијешевић Зоран Ерић Светислав Јованов            |
| 2006.  | Рената Улмански         | Скакавци                     | Југословенско драмско позориште     | Јован Ћирилов Јованка Дорота Бранислава Лијешевић Зоран Ерић Светислав Јованов            |
| 2006.  | Урша Раукар             | Скакавци                     | Загребачко казалиште младих         | Јован Ћирилов Јованка Дорота Бранислава Лијешевић Зоран Ерић Светислав Јованов            |
| 2006.  | Драган Мићановић        | Тесла                        | Мадленианум                         | Јован Ћирилов Јованка Дорота Бранислава Лијешевић Зоран Ерић Светислав Јованов            |
| 2007.  | Борис Исаковић          | Наход Симеон                 | Српско народно позориште            | Миодраг Табачки Александра Јовићевић Владислава Фекете Ивица Буљан Никола Ристановски     |
| 2007.  | Јасна Ђуричић           | Наход Симеон                 | Српско народно позориште            | Миодраг Табачки Александра Јовићевић Владислава Фекете Ивица Буљан Никола Ристановски     |
| 2007.  | Дара Џокић              | Одумирање                    | Атеље 212                           | Миодраг Табачки Александра Јовићевић Владислава Фекете Ивица Буљан Никола Ристановски     |
| 2007.  | Јелица Вучинић          | Сам крај света               | Мало позориште "Душко Радовић"      | Миодраг Табачки Александра Јовићевић Владислава Фекете Ивица Буљан Никола Ристановски     |
| 2008.  | Анита Манчић            | Тако је морало бити          | Југословенско драмско позориште     | Бранка Петрић Новица Антић Примож Беблер Бошко Милин Горан Петровић                       |
| 2008.  | Душанка Стојановић-Глид | Ћеиф                         | Београдско драмско позориште        | Бранка Петрић Новица Антић Примож Беблер Бошко Милин Горан Петровић                       |
| 2008.  | Арон Балаж              | Роки хорор шоу               | Новосадско позориште                | Бранка Петрић Новица Антић Примож Беблер Бошко Милин Горан Петровић                       |
| 2008.  | Борис Исаковић          | Путујуће позориште Шопаловић | Атеље 212                           | Бранка Петрић Новица Антић Примож Беблер Бошко Милин Горан Петровић                       |
| 2009.  | Јасна Ђуричић           | Шума блиста/Брод за лутке    | Атеље 212/Српско народно позориште  | Мирјана Карановић Иво Брешан Мето Јовановски Борис Ковач Ласло Вегел                      |
| 2009.  | Нада Шаргин             | Невиност                     | Атеље 212                           | Мирјана Карановић Иво Брешан Мето Јовановски Борис Ковач Ласло Вегел                      |
| 2009.  | Никола Ристановски      | Дервиш и смрт                | Народно позориште Београд           | Мирјана Карановић Иво Брешан Мето Јовановски Борис Ковач Ласло Вегел                      |
| 2009.  | Гордана Ђурђевић-Димић  | Кандид или оптимизам         | Југословенско драмско позориште     | Мирјана Карановић Иво Брешан Мето Јовановски Борис Ковач Ласло Вегел                      |

## 2020–2029.
==2020 2030=={| class="wikitable"
| Година | Добитник                                              | Представа                              | Позориште                                | Стручни жири                                                                              |
| ------ | ----------------------------------------------------- | -------------------------------------- | ---------------------------------------- | ----------------------------------------------------------------------------------------- |
| 2010.  | Барбара Церар                                         | Бродић за лутке                        | Словенско народно гледалишће             | Герослав Зарић Ђурђија Цветић Јасен Боко Филип Вујошевић Душан Петровић                   |
| 2010.  | Арон Балаж                                            | Поморанџина кора                       | Новосадско позориште                     | Герослав Зарић Ђурђија Цветић Јасен Боко Филип Вујошевић Душан Петровић                   |
| 2010.  | Небојша Илић                                          | Чекаоница                              | Атеље 212                                | Герослав Зарић Ђурђија Цветић Јасен Боко Филип Вујошевић Душан Петровић                   |
| 2010.  | Александра Јанковић                                   | Поморанџина кора                       | Атеље 212                                | Герослав Зарић Ђурђија Цветић Јасен Боко Филип Вујошевић Душан Петровић                   |
| 2011.  | Бранка Петрић                                         | Рођени у Ју                            | Југословенско драмско позориште          | Горан Марковић Аља Предан Арон Балаж Милош Лолић Александар Милосављевић                  |
| 2011.  | Арпад Месарош                                         | Кишињевска ружа                        | Позориште "Деже Костолањи" Суботица      | Горан Марковић Аља Предан Арон Балаж Милош Лолић Александар Милосављевић                  |
| 2011.  | Анита Манчић                                          | Рођени у Ју                            | Југословенско драмско позориште          | Горан Марковић Аља Предан Арон Балаж Милош Лолић Александар Милосављевић                  |
| 2011.  | Нада Шаргин                                           | Метаморфозе                            | Југословенско драмско позориште          | Горан Марковић Аља Предан Арон Балаж Милош Лолић Александар Милосављевић                  |
| 2012.  | Јово Максић                                           | Бунар                                  | Установа културе "Вук Караџић"           | Бранислав Лечић Ана Ледерер Маја Пелевић Ана томовић Јанез Пипан                          |
| 2012.  | Хана Селимовић                                        | Отац на службеном путу                 | Атеље 212                                | Бранислав Лечић Ана Ледерер Маја Пелевић Ана томовић Јанез Пипан                          |
| 2012.  | Силвија Крижан                                        | Марат тхе саде                         | Новосадско позориште                     | Бранислав Лечић Ана Ледерер Маја Пелевић Ана томовић Јанез Пипан                          |
| 2013.  | Небојша Дугалић                                       | Зона Замфирова                         | Позориште на Теразијама                  | Предраг Ејдус Цисана Мурусидзе Драгана Бошковић Стеван Копривица Миодраг Табачки          |
| 2013.  | Саша Торлаковић                                       | Чаробњак                               | Народно позориште Сомбор                 | Предраг Ејдус Цисана Мурусидзе Драгана Бошковић Стеван Копривица Миодраг Табачки          |
| 2013.  | Јасна Ђуричић                                         | Галеб                                  | Српско народно позориште                 | Предраг Ејдус Цисана Мурусидзе Драгана Бошковић Стеван Копривица Миодраг Табачки          |
| 2013.  | Иван Босиљчић                                         | Зона Замфирова                         | Позориште на Теразијама                  | Предраг Ејдус Цисана Мурусидзе Драгана Бошковић Стеван Копривица Миодраг Табачки          |
| 2014.  | Срђан Тимаров                                         | Уносно место                           | Југословенско драмско позориште          | Љубослав Мајера Анђелка Николић Слободан Тишма Небојша Дугалић Бобан Јевтић               |
| 2014.  | Игор Ђорђевић                                         | Бизарно                                | Народно позориште Београд                | Љубослав Мајера Анђелка Николић Слободан Тишма Небојша Дугалић Бобан Јевтић               |
| 2014.  | Емина Елор                                            | Коштана                                | Народно позориште Суботица               | Љубослав Мајера Анђелка Николић Слободан Тишма Небојша Дугалић Бобан Јевтић               |
| 2014.  | Ивана В. Јовановић                                    | Госпођа Олга                           | Народно позориште Сомбор                 | Љубослав Мајера Анђелка Николић Слободан Тишма Небојша Дугалић Бобан Јевтић               |
| 2015.  | Анита Манчић                                          | Док нас смрт не раздвоји               | Радионица интеграције                    | Бранка Криловић Олга Димитријевић Дарко Лукић Игор Бојовић Миливоје Млађеновић            |
| 2015.  | Катарина Жутић                                        | Казимир и Каролина                     | Атеље 212                                | Бранка Криловић Олга Димитријевић Дарко Лукић Игор Бојовић Миливоје Млађеновић            |
| 2015.  | Јелена Ђокић                                          | Казимир и Каролина                     | Атеље 212                                | Бранка Криловић Олга Димитријевић Дарко Лукић Игор Бојовић Миливоје Млађеновић            |
| 2015.  | Небојша Илић                                          | Провиденца                             | Центар за културу Тиват                  | Бранка Криловић Олга Димитријевић Дарко Лукић Игор Бојовић Миливоје Млађеновић            |
| 2016.  | Арон Балаж                                            | Виолиниста на крову                    | Српско народно позориште                 | Милош Латиновић Ана Тасић Саша Торлаковић Радивоје Динуловић Жељко Јовановић              |
| 2016.  | Бојан Жировић                                         | Пијани                                 | Атеље 212                                | Милош Латиновић Ана Тасић Саша Торлаковић Радивоје Динуловић Жељко Јовановић              |
| 2016.  | Бранислав Трифуновић                                  | Пијани                                 | Атеље 212                                | Милош Латиновић Ана Тасић Саша Торлаковић Радивоје Динуловић Жељко Јовановић              |
| 2016.  | Хермина Г. Ердељи                                     | Ана Едеш                               | Народно позориште Суботица               | Милош Латиновић Ана Тасић Саша Торлаковић Радивоје Динуловић Жељко Јовановић              |
| 2017.  | Награде нису додељене по одлуци жирија                | Награде нису додељене по одлуци жирија | Награде нису додељене по одлуци жирија   | Предраг Мики Манојловић Исидора Жебељан Емина Елор Никита Миливојевић Александар Поповски |
| 2018.  | Бојан Жировић                                         | Царство небеско - епика балканика      | Народно позориште Београд и Битеф театар | Тања Шљивар Маја Мирковић Новак Билбија Ксенија Крнајски Бранислава Илић                  |
| 2018.  | Јелена Граовац                                        | Јами дистрикт                          | Битеф театар                             | Тања Шљивар Маја Мирковић Новак Билбија Ксенија Крнајски Бранислава Илић                  |
| 2018.  | Нина Нешковић                                         | Јами дистрикт                          | Битеф театар                             | Тања Шљивар Маја Мирковић Новак Билбија Ксенија Крнајски Бранислава Илић                  |
| 2018.  | Бојана Зечевић                                        | .. И остали                            | Установа културе "Вук Караџић" Београд   | Тања Шљивар Маја Мирковић Новак Билбија Ксенија Крнајски Бранислава Илић                  |
| 2019.  | Јована Гавриловић                                     | Петријин венац                         | Атеље 212                                | Џевад Карахасан Андреа Јанковић Дора Делбјанко Драгица Лаушевић Душан Петровић            |
| 2019.  | Игор Ђорђевић                                         | Козоцид                                | Градско позориште Подргорица             | Џевад Карахасан Андреа Јанковић Дора Делбјанко Драгица Лаушевић Душан Петровић            |
| 2019.  | Мирјана Карановић                                     | М.И.Р.А.                               | Битеф театар                             | Џевад Карахасан Андреа Јанковић Дора Делбјанко Драгица Лаушевић Душан Петровић            |
| 2019.  | Марта Береш Архивирано на веб-сајту (9. октобар 2020) | Хасанагиница                           | Новосадско позориште                     | Џевад Карахасан Андреа Јанковић Дора Делбјанко Драгица Лаушевић Душан Петровић            |
| Година | Добитник                                              | Представа                              | Позориште                                | Стручни жири                                                                              |
| 2020.  | Марко Марковић                                        | Semper Idem                            | Народно позориште Сомбор                 | Алмир Башовић Јелена Мијовић Игор Бурић Жељко Хубач Роберт Ленард                         |
| 2020.  | Јелена Илић                                           | Кретање                                | Битеф театар                             | Алмир Башовић Јелена Мијовић Игор Бурић Жељко Хубач Роберт Ленард                         |
| 2020.  | Александар Ђинђић                                     | Кретање                                | Битеф театар                             | Алмир Башовић Јелена Мијовић Игор Бурић Жељко Хубач Роберт Ленард                         |
| 2020.  | Криста Сорчик                                         | Густав је крив за све                  | Деже Костолањи Суботица                  | Алмир Башовић Јелена Мијовић Игор Бурић Жељко Хубач Роберт Ленард                         |
| 2021.  | Миња Пековић                                          | Кус петлић                             | Народно позориште Суботица               | Снежана Тришић Наташа Тапушковић Давор Шпишић Дарко Недељковић Михајло Несторовић         |
| 2021.  | Срђан Секулић                                         | Кус петлић                             | Народно позориште Суботица               | Снежана Тришић Наташа Тапушковић Давор Шпишић Дарко Недељковић Михајло Несторовић         |
| 2021.  | Рифат Рифатовић                                       | Ако дуго гледаш у понор                | Регионално позориште Нови Пазар          | Снежана Тришић Наташа Тапушковић Давор Шпишић Дарко Недељковић Михајло Несторовић         |
| 2021.  | Борис Кучов                                           | Витезови "Лаке мале"                   | Позориште "Деже Костолањи" Суботица      | Снежана Тришић Наташа Тапушковић Давор Шпишић Дарко Недељковић Михајло Несторовић         |
| 2022.  | Сања Марковић                                         | Чудо у Шаргану                         | Југословенско драмско позориште          |                                                                                           |
|        | Ненад Јездић                                          | Чудо у Шаргану                         | Југословенско драмско позориште          |                                                                                           |
|        | Соња Исаиловић                                        | Код вечите славине                     | Српско народно позориште                 |                                                                                           |
|        | Александар Срећковић                                  | Године врана                           | Народно позориште, Београд               |                                                                                           |

| Добитник              | Број награда |
| --------------------- | ------------ |
| Анита Манчић          | 5            |
| Милена Зупанчич       | 5            |
| Михаило Миша Јанкетић | 4            |
| Данило Бата Стојковић | 4            |
| Јасна Ђуричић         | 4            |
| Перо Квргић           | 4            |
| Исидора Минић         | 3            |
| Бранко Плеша          | 3            |
| Раде Шербеџија        | 3            |
| Драган Мићановић      | 3            |
| Светозар Цветковић    | 3            |
| Небојша Дугалић       | 3            |
| Борис Исаковић        | 3            |
| Арон Балаж            | 3            |